# Симфонія № 6 (Сібеліус)
Симфонія № 6 ре мінор op. 104 — симфонія Яна Сібеліуса, завершена 1923 року. Вперше виконана 19 лютого 1923 Гельсінським філармонічним оркестром під орудою автора. Перший аудіозапис здійснив фінський диригент Георг Шнеефойгт в 1934 році.

## Структура
1. Allegro molto moderato
2. Allegretto moderato
3. Poco vivace
4. Allegro molto